# Joe Ng
Gideon Joseph „Joe“ Ng (* 15. November 1963 in Toronto) ist ein kanadischer Tischtennisspieler mit internationalen Auftritten in der Zeit von 1979 bis 1995. Er nahm an den Olympischen Spielen 1988, 1992 und 1996 sowie an neun Weltmeisterschaften teil.

## Werdegang
Joe Ng siegte bei den Commonwealth-Meisterschaften 1994 im Doppel mit Wenguan Johnny Huang. Silber gewann er 1982 im Doppel mit Zoran Kosanović und 1991 im Mixed. Sechs Goldmedaillen holte er bei Nordamerikanischen Meisterschaften, 1985 und 1991 im Einzel, 1990, 1995 und 1996 im Doppel sowie 1994 mit der kanadischen Mannschaft. Bei der Teilnahme an den Weltmeisterschaften kam er nie in die Nähe von Medaillenrängen.
Joe Ng qualifizierte sich für drei Olympische Spiele, konnte sich aber nie für die Hauptgruppe qualifizieren. 1988 verzeichnete er im Einzel zwei Siege und drei Niederlagen. Im Doppel mit Horatio Pintea gewann er viermal und verlor dreimal. Somit landete er im Einzel auf Platz 41 und im Doppel auf Platz 13. 1992 trat er nur im Einzel an, wo er sieglos blieb und somit auf dem geteilten letzten Platz 49 landete. Das gleiche Ergebnis erzielte er 1996 im Einzel. Im Doppel mit Wenguan Johnny Huang gelang ein Sieg, woraus sich bei zwei Niederlagen Platz 17 ergab.

## Spielergebnisse bei den Olympischen Spielen
- Olympische Spiele 1988 Einzel Vorgruppe G[1]
  - Siege: Mourad Sta (Tunesien)
  - Niederlagen: Jindřich Panský (Tschechoslowakei), Carl Prean (Großbritannien), Vong Lu Veng (Hongkong), Yoo Nam-kyu (Südkorea), Leszek Kucharski (Polen)
- Olympische Spiele 1988 Doppel mit Horatio Pintea Vorgruppe C[2]
  - Siege: Patrick Birocheau/Jean-Philippe Gatien (Frankreich), Titus Omotara/Atanda Musa (Nigeria), Boris Rozenberg/Andrey Mazunov (Sowjetunion), Gilany Hosnani/Alain Choo Choy (Mauritius)
  - Niederlagen: Jiang Jialiang/Xu Zengcai (China), Ilija Lupulesku/Zoran Primorac (Jugoslawien), Huang Huei-Chieh/Wu Wen-Chia (Taiwan)
- Olympische Spiele 1992 Einzel Vorgruppe E[3]
  - Siege: -
  - Niederlagen: Jörg Roßkopf (Deutschland), Andrey Mazunov (Vereintes Team EUN), Michael Hyatt (Jamaika)
- Olympische Spiele 1996 Einzel Vorgruppe O[4]
  - Siege: -
  - Niederlagen: Kōji Matsushita (Japan), Andrzej Grubba (Polen), Anton Suseno (Indonesien)
- Olympische Spiele 1996 Doppel mit Wenguan Johnny Huang Vorgruppe E[5]
  - Siege: Giuliano Peixoto/Hugo Hoyama (Brasilien)
  - Niederlagen: Karl Jindrak/Werner Schlager (Österreich), Jörg Roßkopf/Steffen Fetzner (Deutschland)

## Turnierergebnisse
| Verband | Veranstaltung               | Jahr | Ort                    | Land | Einzel         | Doppel         | Mixed      | Team |
| ------- | --------------------------- | ---- | ---------------------- | ---- | -------------- | -------------- | ---------- | ---- |
| CAN     | Commonwealth CHAMPIONSHIPS  | 1994 | Hyderabad              | IND  | Halbfinale     | Winner         |            |      |
| CAN     | Commonwealth CHAMPIONSHIPS  | 1991 | Nairobi                | KEN  |                |                | Runn-up    |      |
| CAN     | Commonwealth CHAMPIONSHIPS  | 1982 | Bombay                 | IND  |                | Runn-up        |            |      |
| CAN     | North American Championship | 1997 | Flint                  | 0    | QF             |                |            |      |
| CAN     | North American Championship | 1996 | Edmonton               | 0    |                | Winner         |            |      |
| CAN     | North American Championship | 1995 | South Bend             | 0    | Halbfinale     | Winner         |            |      |
| CAN     | North American Championship | 1994 | Laval                  | 0    |                |                |            | 1    |
| CAN     | North American Championship | 1993 | Augusta                | 0    | QF             |                |            |      |
| CAN     | North American Championship | 1991 | Laval                  | 0    | Winner         |                |            |      |
| CAN     | North American Championship | 1990 | Ste Hyacinthe          | 0    |                | Winner         |            |      |
| CAN     | North American Championship | 1985 | Lake Placid            | 0    | Winner         |                |            |      |
| CAN     | Olympic Games               | 1996 | Atlanta                | USA  | Lost 1st stage | Lost 1st stage |            |      |
| CAN     | Olympic Games               | 1992 | Barcelona              | ESP  | Lost 1st stage | dnp            |            |      |
| CAN     | Olympic Games               | 1988 | Seoul                  | KOR  | Lost 1st stage | Lost 1st stage |            |      |
| CAN     | PAN-American Games          | 1995 | Mar del Plata          | ARG  | QF             | Halbfinale     | Halbfinale |      |
| CAN     | PAN-American Games          | 1991 | Havana                 | CUB  | QF             | Runn-up        | Halbfinale |      |
| CAN     | PAN-American Games          | 1987 | Indianapolis           | USA  | Winner         | Winner         | Halbfinale |      |
| CAN     | PAN-American Games          | 1983 | Caracas                | VEN  | QF             |                |            | 2    |
| CAN     | Pro Tour                    | 1997 | Fort Lauderdale        | USA  |                | Rd of 16       |            |      |
| CAN     | World Championship          | 1995 | Tianjin                | CHN  | Rd of 128      | Rd of 64       | Rd of 128  | 37   |
| CAN     | World Championship          | 1993 | Gothenburg             | SWE  | Rd of 128      | Rd of 64       | Rd of 32   | 19   |
| CAN     | World Championship          | 1991 | Chiba City             | JPN  | Rd of 128      | Rd of 64       | Rd of 128  | 8    |
| CAN     | World Championship          | 1989 | Dortmund               | FRG  | Rd of 128      | Rd of 64       | Rd of 32   | 27   |
| CAN     | World Championship          | 1987 | New Delhi              | IND  | Qual           | Rd of 64       | Rd of 128  | 24   |
| CAN     | World Championship          | 1985 | Gothenburg             | SWE  | Rd of 128      | Rd of 64       | Qual       | 35   |
| CAN     | World Championship          | 1983 | Tokyo                  | JPN  | Qual           | Rd of 64       | Qual       | 41   |
| CAN     | World Championship          | 1981 | Novi Sad               | YUG  | Qual           | Rd of 64       | Rd of 32   | 41   |
| CAN     | World Championship          | 1979 | Pyongyang              | PRK  | Qual           | Rd of 64       | Qual       | 29   |
| CAN     | World Cup                   | 1990 | Chiba City             | JPN  | 13-16th places |                |            |      |
| CAN     | World Cup                   | 1988 | Canton & Wuhan         | USA  | 14             |                |            |      |
| CAN     | World Cup                   | 1985 | Foshan                 | CHN  | 11             |                |            |      |
| CAN     | World Doubles Cup           | 1992 | Las Vegas              | USA  |                | 9              |            |      |
| CAN     | World Doubles Cup           | 1990 | Seoul                  | KOR  |                | 13             |            |      |
| CAN     | WTC-World Team Cup          | 1994 | Nimes                  | FRA  |                |                |            | 13   |
| CAN     | WTC-World Team Cup          | 1991 | Barcelona              | ESP  |                |                |            | 9    |
| CAN     | WTC-World Team Cup          | 1990 | Hokkaido, Aomori, Niig | JPN  |                |                |            | 13   |